# Marián Kolmokov
Marián Kolmokov (* 23. března 1991 v Nitra) je slovenský fotbalový obránce, v současnosti působící v FK Slovan Duslo Šaľa.

## Klubová kariéra
Svou fotbalovou kariéru začal v FC Nitra, kde se přes mládežnické kategorie dostal tento obránce do A-týmu. Jedná se o velký talent slovenského fotbalu. V zimě 2013-14 zamířil na hostování do FK Slovan Duslo Šaľa.

## Reprezentační kariéra

### Mládežnické reprezentace
Kolmokov působil v mládežnických reprezentacích Slovenska včetně týmu do 21 let. Zúčastnil se kvalifikace na Mistrovství Evropy hráčů do 21 let 2013 konaného v Izraeli, kde Slovensko obsadilo s 15 body druhé místo v konečné tabulce skupiny 9 za první Francií (21 bodů). Skóroval 11. října 2011 proti domácímu Lotyšsku (výhra Slovenska 6:0). Slovensko se na závěrečný šampionát neprobojovalo přes baráž, v níž vypadlo po prohrách 0:2 doma i venku s Nizozemskem.